# 이행웅
이행웅(李幸雄, 1936년 7월 20일 ~ 2000년 10월 5일)는 미국 태권도 협회의 공동 설립자이자 첫 번째 '그랜드 마스터'였다.